# Rainer Rohde
Rainer Rohde (* 29. November 1951 in Rostock) ist ein ehemaliger deutscher Fußballspieler. In der höchsten Spielklasse des DDR-Fußballs, der Oberliga, spielte er für den BFC Dynamo und den 1. FC Union Berlin. Rohde bestritt Partien für die ostdeutsche Juniorennationalelf.

## Sportliche Laufbahn

### Gemeinschafts- und Clubstationen
Rohde stammt aus einer sportbegeisterten Rostocker Familie mit vier Fußball spielenden Brüdern, von denen Rainer der Zweitälteste war und die vom Vater, dem späteren BFC-Nachwuchschef Egon Rohde, in ihrem jeweiligen Werdegang von Beginn an begleitet wurden. Sein neun Jahre jüngerer Bruder Frank Rohde brachte es zum 42-fachen DDR-Nationalspieler. Wie seine Brüder begann auch Rainer seine Laufbahn bei der SG Dynamo Rostock, in der er 1958 in die Kindermannschaft aufgenommen wurde. Von 1961 bis 1963 spielte er beim F.C.-Hansa-Vorläufer SC Empor Rostock sowie von 1963 bis 1966 erneut bei Dynamo Rostock.
Im August 1966 wurde das Talent zum Fußballclub der Sportvereinigung Dynamo, dem BFC Dynamo, delegiert. Nachdem Rohde ab 1970 für den Männerbereich spielberechtigt geworden war, setzte ihn der BFC zunächst in der 2. Mannschaft ein, die in der zweitklassigen Liga spielte.
Zur Saison 1972/73 wurde der 1,80 Meter große Rohde erstmals für die Oberligamannschaft des BFC nominiert und wurde als Mittelfeldspieler vorgesehen. An den beiden ersten Spieltagen sowie in der 7. Runde wurde der ausgelernte Dreher aufgeboten, aber konnte sich sonst im Erstligakollektiv noch nicht durchsetzen. Erst in der Rückrunde wurde der Diplomsportlehrerstudent mit elf Einsätzen regelmäßiger eingesetzt und spielte nun in der Regel im rechten Mittelfeld. Anschließend war er längere Zeit verletzt und wurde erst am Ende der Saison 1973/74 in fünf Oberligapunktspielen aufgeboten. Am letzten Spieltag musste er in der 13. Minute erneut verletzt ausscheiden. Danach kam er für den BFC nicht mehr in der Oberliga zum Einsatz. In seinen 19 BFC-Oberligaspielen hatte er lediglich ein Tor erzielt. Dies gelang ihm bei seinem Debüt am 16. September 1972 beim 5:2-Sieg gegen den FC Karl-Marx-Stadt wenige Minuten nach seiner Einwechslung. Im Herbst 1972 bestritt er seine einzige Partie im Europapokal, in der er ihm ein Torerfolg vergönnt war.
Im März 1976 erhielt Rohde die Freigabe für die Ligaelf des 1. FC Union Berlin, in der er bereits am 14. März im Auswärtsspiel gegen Vorwärts Neubrandenburg erstmals auflief. Anschließend bestritt Rohde alle weiteren Punktspiele sowie sechs der acht Spiele in der Aufstiegsrunde zur Oberliga und erzielte insgesamt sechs Tore. Union wurde 1975/76 nach dem Sieg in Staffel B hinter dem FC Hansa Rostock Zweiter der Aufstiegsrunde und kehrte nach drei Jahren wieder in die Oberliga zurück. In der Oberligasaison 1976/77 spielte Rohde den Part des offensiven Mittelfeldspielers, bestritt sämtliche Punktspiele und wurde hinter Michael Paschek (6 Tore) mit fünf Treffern zweitbester Union-Torschütze. 1977/78 übernahm der beruflich nun als Mechaniker geführte Kicker die Position des Liberos und kam erneut in allen 26 Oberligapunktspielen zum Einsatz. Auch in den folgenden zwei Oberligaspielzeiten war er Unions Libero und fehlte in diesen zwei Jahren nur in einem Punktspiel. In den Spielzeiten 1980/81 und 1981/82 spielte er abstiegsbedingt in der DDR-Liga, gehörte aber nach wie vor zum Spielerstamm und bestritt 62 der insgesamt ausgetragenen 66 Pflichtspiele. Seine letzte Saison für den 1. FC Union spielte Rohde 1982/83. Nachdem er noch einmal alle 13 Punktspiele der Hinrunde in der Oberliga absolviert hatte, beendete er zum Saisonende seine Laufbahn als Leistungssportler. Für Union hatte er innerhalb von sieben Jahren 201 Pflichtspiele bestritten, davon 116 in der Oberliga, in denen er auch 18 Tore erzielte. Anschließend spielte er als Freizeitfußballer bei den Ost-Berliner Betriebssportgemeinschaften Außenhandel und Motor Lichtenberg.

### Auswahleinsätze
Als Juniorenspieler wurde er ab 1969, wie schon einige Jahre zuvor sein Bruder Peter, in die DDR-Juniorennationalelf berufen. Für die ostdeutsche U-18 bestritt er 13 Länderspiele. Am 25. Mai 1970 wurde der Dreherlehrling im VEB Studiotechnik Berlin in Glasgow im Finale des UEFA-Juniorenturniers, der inoffiziellen Europameisterschaft dieser Altersklasse, das die ostdeutsche Equipe nach einem 1:1 gegen die Niederlande und Losentscheid als Sieger sah, in der 90. Minute für Klaus Decker eingewechselt.

## Berufliche Laufbahn
Nach der Fußballkarriere betrieb Rohde einen Zeitungskiosk.